# Entodon columnaris
Entodon columnaris är en bladmossart som beskrevs av Mitten 1869. Entodon columnaris ingår i släktet Entodon och familjen Entodontaceae. Inga underarter finns listade i Catalogue of Life.